# Forsoning
Forsoning er genoprettelse af et ødelagt fællesskab mellem to parter. Udtrykket bruges i religiøst sprog om genoprettelse af et ødelagt fællesskab mellem gud(er) og mennesker. Særligt i kristendommen spiller forsoningen en central rolle som grundlaget for at forstå Jesus´ frelsergerning. Jesus kom netop til jorden for at frelse menneskene ved at skabe en forsoning mellem dem og Gud. Det er baggrunden for at forstå Jesu inkarnation og særligt hans død på korset, der ses som stedet, hvor forsoningen tilvejebringes.
”Forsoning” er ikke det samme som ”soning”. Forsoning er genoprettelse af et ødelagt fællesskab mellem to parter, mens soning er det, at den ene part lider en straf eller yder en godtgørelse (f.eks. et dyreoffer) til den anden part, som har lidt en skade eller er blevet krænket. Religiøs forsoning sker oftest ved hjælp af soning. I kristendommen sker forsoningen mellem Gud og mennesker ved, at Jesus – stedfortrædende – soner menneskenes synder. Han lider den straf, som menneskene egentlig skulle have lidt på grund af deres synder.

## Forsoning – generelt
Forsoning sker på baggrund af et fjendtligt forhold mellem to parter eller på baggrund af en synd fra den ene parts side, således at denne part pådrager sig en skyld. I det sidste tilfælde kan forsoningen tilvejebringes ved en godtgørelse (bøde/straf/offer) fra skadevolderens side, eller ved en tilgivelse fra den skadelidtes side.
I politik sker der ofte forsoningsbestræbelser. Forsoning mellem mennesker er ønskelig, hvis der er sket krigshandlinger, undertrykkelse eller anden form for uretfærdighed. Forsoning har eksempelvis været et nøgleord i Sydafrika i tiden efter apartheidstyret. Men i alle forhold mellem mennesker, såsom på arbejdet, i familien og ved domstolene, bliver der gjort bestræbelser på at skabe forsoning. Det sker i dagligdagen oftest gennem tilgivelse.
Forsoning i religiøs forstand sker på baggrund af en konflikt mellem gud(er) og mennesker. Konflikten søges ophævet gennem ofringer, bønner eller løfter. Ofte står særligt forordnede præster bag de ritualer, der skal udføres i forbindelse med forsoningen. I dette forhold er mennesket som regel subjektet for handlingen: Det er mennesket, der er skyldigt, og derfor er det mennesket, der bør tage initiativ til at få tilvejebragt en forsoning med gud(erne). Det er mennesket, der har skabt konflikten, og derfor bør mennesket (forsøge at) ophæve konflikten.

## Jødedommen
I jødedommens hellige skrift Tanakh (Det Gamle Testamente) sker forsoningen gennem soning - et centralt tema i israelitternes (jødernes) kultiske liv. Ifølge Toraen/Moseloven skal der forordnes et præsteskab, der skal tage vare på tempeltjenesten med tilhørende ofre, bl.a. dyreofre. Hensigten med ofrene er, at folket ikke skal rammes af Guds vrede over dets ugudelighed. Alt urent eller syndigt stiller sig hindrende i vejen for et godt forhold mellem Gud (Jahve) og Israel (det jødiske folk). Synden skal derfor sones.
Ifølge Anden Mosebog besluttede Gud, at han ville bo blandt israelitterne i en transportabel helligdom (tabernaklet/åbenbaringsteltet) under ørkenvandringen. Da israelitterne blev fastboende, blev tabernaklet afløst af templet i Jerusalem. For at dette kunne være muligt, uden at Gud udslettede sit syndige folk i vrede over dets synd, måtte der være en institution, der kunne skærme israelitterne fra Guds retfærdige vrede.
Der skulle altså oprettes et præsteskab, der på folkets vegne kunne bringe ofre for de begåede synder. Store dele af Tredje Mosebog handler om disse ofre. Der nævnes brændofre, syndofre og skyldofre.
"I skal vogte helligdommen og alteret; så vil israelitterne ikke igen blive ramt af vrede." (Fjerde Mosebog 18,5)
Den årlige forsoningsdag/Yom Kippur har en særstilling i jødedommen. På denne dag skal der bringes soning for de synder, der er begået i løbet af året. I Tredje Mosebogs kapitel 16 findes der et udførligt ritual for forsoningsdagen. En gedebuk skal slagtes, og blodet skal smøres på låget af Pagtens Ark, som befinder sig i Det allerhelligste, netop det sted, hvorfra Jahve åbenbarede sig. Derefter skal en anden gedebuk føres frem, for at ypperstepræsten kan lægge begge sine hænder på dens hoved og bekende folkets synder over den (deraf ordet syndebuk). Til sidst skal bukken føres ud i ørkenen, hvor den slippes fri. Dermed bærer den alle synderne væk fra folket:
”Aron (ypperstepræsten) skal lægge begge sine hænder på den levende buks hoved, og han skal bekende al israelitternes synd over den, alle deres overtrædelser og synder; dem skal han lægge på hovedet af bukken og derpå sende den ud i ørkenen med en mand, der står rede. Bukken skal bære alle deres synder ud i ødemarken, og manden skal slippe den løs i ørkenen.” (Tredje Mosebog 16, 21-22)

## Kristendommen
Kristendommen ser spørgsmålet om forsoning mellem Gud og mennesker på baggrund af Det Gamle Testamentes tanke om fjendskabet mellem Gud og mennesker på grund af menneskenes synder: Gud er retfærdig, og han kræver, at retfærdigheden sker fyldest. Menneskene skal overholde hans bud fuldstændigt. En delvis overholdelse er ikke tilstrækkelig. Gud er nemlig så hellig, at han ikke tåler nogen synd. Da menneskene ikke kan overholde Guds bud fuldstændigt, bliver det uendeligt skyldigt over for Gud. For det er den uendelige Gud, det bliver skyldigt over for. I kraft af sin uendelige skyld fortjener det en evig straf.
I sin store kærlighed viser Gud imidlertid mennesket en ufortjent nåde: Han sender sin søn, Jesus Kristus, til jorden, for at han kan lide den straf, som mennesket egentlig skulle have lidt, hvis det var gået efter fortjeneste. Der er således tale om en stedfortrædende straflidelse. Mennesket, som befinder sig i en total synd, får dermed en total syndsforladelse. Betingelsen er blot, at det tror på Jesus Kristus som sin frelser, som Guds enbårne (eneste fødte) søn. Hvis mennesket har denne tro, vil det ikke gå evigt fortabt på dommedag, men vil derimod blive frelst til evig tid.
Den kristne forsoningstanke ser således Jesus´ frelsergerning som den endelige opfyldelse af alle forsoningsritualerne i Moseloven. Det er Jesus´ opgave at sone menneskets synd. Det sker ikke ved dyreofringer, men ved at Jesus gør sig selv til et offer. Han er den, hvis blod renser menneskene fra synd (ligesom den gedebuk, der blev slagtet, og hvis blod skulle frem til Gud). Han er den, der bærer al synd bort fra menneskene (ligesom den gedebuk, der blev sendt ud i ørkenen). Han yder én gang for alle det offer, som vil sone alle menneskers synd. Derefter kræver Gud ikke flere ofre.
Jesus er altså den, der skaber forsoningen mellem Gud og mennesker i kraft af sin frelsergerning (sin død og opstandelse).